# Arsenopirit
Arsenopirit je arsenov sulfid željeza kemijske formule  FeAsS. Mineral je velike tvrdoće 5,5 do 6 po mohsovoj ljestvici. Relativno je velike težine. Otapa se u dušičnoj kiselini pri čemu se oslobađa sumpor. 

## Vanjske poveznice
- Webmineral - Arsenopyrite (engl.)
- MinDat - Arsenopyrite (engl.)